# Gállego
Pour les articles homonymes, voir Gallego.
Le Gállego (río Galligo en aragonais) est l'un des cours d'eau importants du bassin moyen de l'Èbre. Son bassin est d'une superficie de 8 903 km2 ; il parcourt 215 km avant de confluer avec l'Èbre.

## Géographie
Il prend sa source au col d'Aneu, au nord de Sallent de Gállego, à 2 200 mètres d'altitude, à proximité du col du Pourtalet (vallée de Tena), dans les Pyrénées espagnoles de la province de Huesca.
Il reçoit ses principaux affluents dans sa partie haute : Aguas Limpias (régulé par le marais de la Sarra), Caldares, Escarra et Aurín, qui déterminent en grande partie le débit et les caractéristiques du Gállego. Plus bas, les rivières Guarga, Asabón et Sotón n'apportent que peu de débit.

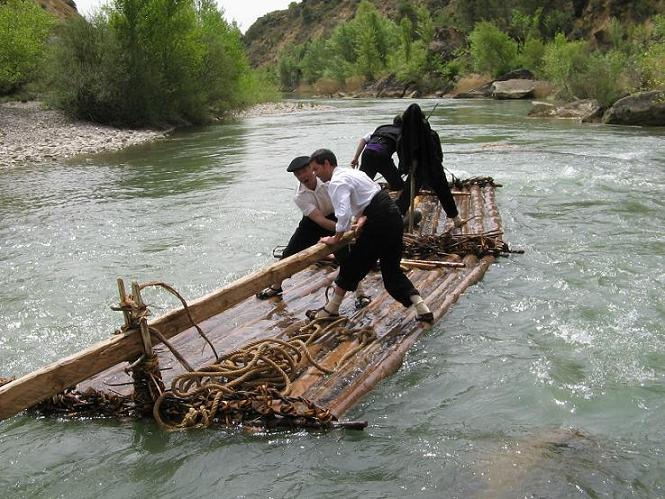
Radeau sur le Gállego.

Il traverse le piémont pyrénéen par la fosse de Santa Elena et passe par Sallent de Gállego, à proximité de Panticosa et Sabiñánigo. À partir de là, il décrit un vaste coude jusqu'à Triste, où il reprend sa direction première nord-sud pour ne plus la quitter jusqu'à sa confluence avec l'Èbre.

## Aménagements
Le débit du cours d'eau est contrôlé par les barrages de Formigal, Lanuza, Búbal, Sabiñánigo, La Peña et Ardisa, qu'il quitte pour le marais de la Sotonera.
En dessous d'Ardisa, sur la commune de Puendeluna, il est dérivé en partie vers le canal qui fournit l'eau à la centrale électrique du Salto del Lobo (le Saut du loup), canal qui passe par Puendeluna et Marracos, et qui revient s'unir au cours d'eau une fois passée la centrale hydroélectrique.
Le débit du Gállego, à son arrivée à Saragosse est faible, compte tenu des pompages et du peu d'apports que le cours d'eau reçoit une fois sorti des montagnes.